# إدي باري (لاعب هوكي الجليد)
إدي باري (بالإنجليزية: Eddie Barry)‏ هو لاعب هوكي الجليد أمريكي، ولد في 12 أكتوبر 1919 في ويليسلي (ماساتشوستس) في الولايات المتحدة، وتوفي في 12 فبراير 2016 بسبب مرض آلزهايمر.

## وصلات خارجية
- إدي باري على موقع دوري الهوكي الوطني (الإنجليزية)
- إدي باري على موقع قاعة مشاهير الهوكي (لاعب أن.إتش.أل) (الإنجليزية)
- إدي باري على موقع EliteProspects.com (الإنجليزية)
- إدي باري على موقع HockeyDB.com (الإنجليزية)
- إدي باري على موقع Hockey-Reference.com (الإنجليزية)